# ديفيد إبرام
ديفيد إبرام (بالإنجليزية: David Abram)‏ من مواليد 24 يوليو عام 1957، فيلسوف وعالم بيئة ثقافية ومؤدّي استعراضي أميركي، اشتُهر بعمله الذي يربط التقاليد الفلسفية لعلم الظواهر مع القضايا البيئية. وهو مؤلف كتاب «التحول إلى حيوان: علم الكونيات الدنيوي (2010) و«تعويذة الحسى: الإدراك واللغة في عالم أكثر من بشر (1996)، والذي تحصّل من خلاله على جائزة لانان الدولية للأدب غير الخيالي، بالإضافة إلى العديد من الجوائز الأخرى. يُعدّ إبرام المؤسس والمخرج الفني لفيلم «إيليانس فور وايلد إثيكس (إيه دبليو إي)»؛ إذ ظهرت مقالاته حول الأسباب الثقافية وعواقب المرونة البيئية على نطاق واسع في صحف ومجلات مثل أوريون وإنفايرومينتال إثيكس وبارابولا وتيكون وذي إيكولوجيست فضلًا عن العديد من المقتطفات الأدبية الأخرى.
في عام 1996، صاغ إبرام عبارة «عالم أكثر من بشر» كوسيلة للإشارة إلى الطبيعة الدنيوية (الموجودة في العنوان الفرعي من كتاب تعويذة الحسى)؛ وقد تبنّى هذا المصطلح بالتدريج علماء آخرون ومنظرون وناشطين وغيرهم وأصبح يُشكل عبارة رئيسية داخل اللغة المشتركة للحركة البيئية واسعة النطاق.
ربما كان أبرام أول فيلسوف معاصر يدعو إلى إعادة تقييم «الأرواحية» باعتبارها نظرة دقيقة وقابلة للتطبيق على نحو ما، إذ أنها تغرس إدراك الإنسان داخل الإحساس الديناميكي للجسم في حين أنها تحرص على التشابك المستمر بين تجربتنا الجسدية والإحساس الغريب اتجاه حيوانات أخرى، التي يواجه كل منها العالم ذاته الذي ننظر إليه حتى الآن من زاوية ومنظور مختلفين إلى حدّ كبير. بكونه طالبًا مهتمًا بنظم المعرفة البيئية التقليدية لمختلف الشعوب الأصلية، فهو يوضّح أيضًا فكرة تشابك الذاتية الإنسانية مع الأحاسيس المتنوعة للعديد من النباتات التي يعتمد عليها البشر، وكذلك الأمر مع الميتافيزيقيا الدينامية التي تتسم بها أماكن معينة من الأرض ـــــــــــــــــ المناطق الحيوية أو الأنظمة البيئية التي تحيط بمجتمعاتنا وتدعمها. وفي السنوات الأخيرة، أصبح عمله مرتبطًا بحركة واسعة تدعى «المادية الجديدة» بسبب تبنّيه لشعور يتحول بشكل جذري فيما يتعلق بالمادة والمادية.
في عام 2014، شغل أبرام منصب الرئيس الدولي للعدالة العالمية والبيئة في جامعة أوسلو في النرويج.

## التكريمات
- منصب آرني نايس لرئاسة العدل العالمي والبيئة، أوسلو، النرويج عام 2014
- انتُخب زميلًا لجامعة شوماخر عام 2014.
- التأهل للتفيات النهئية لجائزة ويلسون لكتابة العلوم الأدبية عن كتاب «التحول إلى حيوان»
- جائزة لانان الأدبية للأدب غير الخيالي عام 1996
- زمالة مؤسسة روكفيلر عام 1993
- زمالة منحة واتسون عام 1980
- منحة جمعية فاي بيتا كابا، خريف عام [9]1979

## وصلات خارجية
- ديفيد إبرام على موقع IMDb (الإنجليزية)